# Gajewo (Giżycko)
Gajewo (deutsch Grünhof) ist ein Dorf in der polnischen Woiwodschaft Ermland-Masuren und gehört zur Gmina Giżycko (Landgemeinde Lötzen) im Powiat Giżycki (Kreis Lötzen).

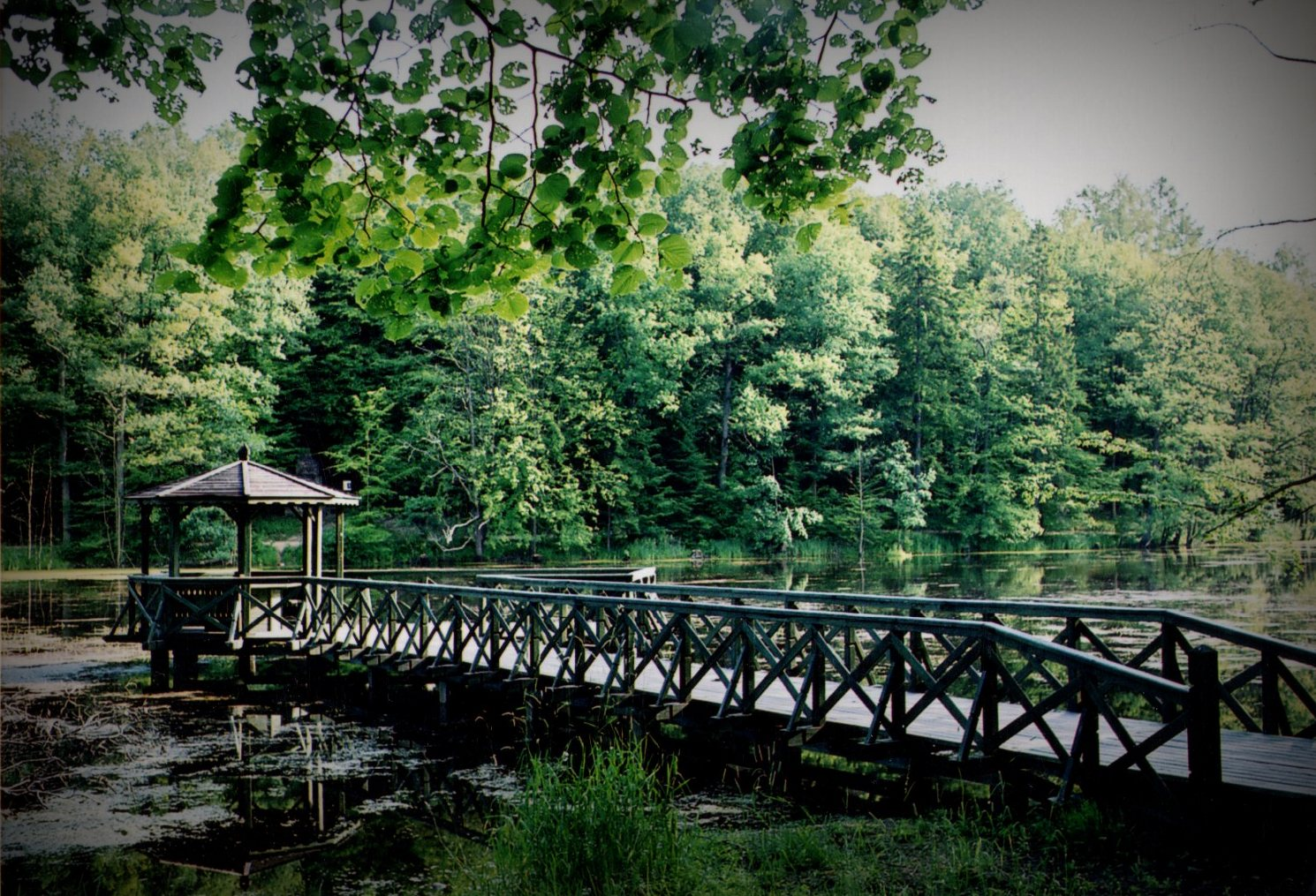
Idylle im Stadtwald von Giżycko bei Gajewo (Grünhof)

## Geographische Lage
Gajewo liegt im Nordosten der Woiwodschaft Ermland-Masuren und ist ein Vorort der Stadt Giżycko (Lötzen), in deren Nordosten es liegt – umgeben vom mehr als 300 Hektar umfassenden „Las Miejski koło Giżycka“ (Lötzener Stadtwald). Bis zum Stadtzentrum Giżycko sind es knapp zwei Kilometer.

## Geschichte
Im Jahr 1837 wurde der damals Abbau Lötzen genannte Wohnplatz innerhalb der Stadtgemeinde (ab 1934: „Stadt“) Lötzen gegründet. Am 24. Dezember 1872 wurde die Ortschaft in Grünhof umbenannt. Im Jahr 1905 wurden hier 43 Einwohner gezählt.
In Kriegsfolge kam der kleine Ort 1945 mit der Stadt Lötzen und dem gesamten südlichen Ostpreußen zu Polen und erhielt die polnische Bezeichnung Gajewo. Der Ort bildet heute ein Schulzenamt (polnisch sołectwo) im Verbund der Gmina Giżycko (Landgemeinde Lötzen) im Powiat Giżycki (Kreis Lötzen), bis 1998 der Woiwodschaft Suwałki, seither der Woiwodschaft Ermland-Masuren zugehörig.

## Religionen
Bis 1945 war Grünhof in die Evangelische Pfarrkirche Lötzen in der Kirchenprovinz Ostpreußen der Evangelischen Kirche der Altpreußischen Union und in die Katholische Pfarrkirche St. Bruno Lötzen im Bistum Ermland eingepfarrt. Heute gehört Gajewo zur Evangelischen Pfarrkirche Giżycko in der Diözese Masuren der Evangelisch-Augsburgischen Kirche in Polen bzw. zur katholischen Pfarrkirche St. Anna (Kościół św. Anny) in Giżycko im Bistum Ełk (Lyck) der Römisch-katholischen Kirche in Polen.

## Verkehr
Durch Gajewo verläuft die verkehrstechnisch bedeutende polnische Landesstraße DK 63 (frühere deutsche Reichsstraße 131), die die polnisch-russische Grenze bei Perły (Perlswalde) mit der polnisch-belarussischen Grenze bei Sławatycze verbindet und durch zwei Woiwodschaften führt. Die nächste Bahnstation ist der Bahnhof der Stadt Giżycko an der Staatsbahn-Strecke 38 Głomno–Białystok.